# Flughafen Cagliari

i7
i11
i13
Der Flughafen Cagliari (italienisch Aeroporto di Cagliari-Elmas “Mario Mameli”; IATA-Code: CAG, ICAO-Code: LIEE) liegt wenige Kilometer westlich von Cagliari, der Hauptstadt der italienischen Region Sardinien, auf dem Gebiet der Gemeinde Elmas. Von den drei internationalen Verkehrsflughäfen der Insel ist er der verkehrsreichste.

## Lage und Verkehrsanbindung
Der Flughafen liegt sechs Kilometer nordwestlich des Stadtzentrums von Cagliari.
Im Juni 2013 wurde an der nördlich des Terminals verlaufenden Bahnstrecke Cagliari–Golfo Aranci Marittima ein Haltepunkt für den Flughafen eröffnet. Dort halten in der Regel alle auf der genannten Bahnstrecke verkehrenden Züge sowie die der S-Bahn Cagliari, wodurch sich tagsüber in etwa ein 20-Minuten-Takt ergibt. Die Fahrtzeit zum Hauptbahnhof Cagliari, der direkt am Hafen liegt, beträgt etwa fünf Minuten. Oristano und Iglesias sind in 50 bis 80 Minuten zu erreichen. Das Flughafenterminal ist mit dem Bahnhaltepunkt durch einen Fahrsteig verbunden.
Vom Flughafenterminal führt eine kurze Zubringerstraße zu den autobahnähnlichen Straßen SS 130 und 131, die Cagliari mit dem Südwesten und Norden Sardiniens verbinden, sowie zur Nordumfahrung SS 554 und damit zur SS 125, über die der Osten der Insel zu erreichen ist. Am Flughafen sind die bekanntesten Autovermietungsfirmen vertreten.

## Geschichte
Das erste Flugfeld Cagliaris befand sich nordöstlich der Stadt in Monserrato. Hier wurde 1919 ein Luftpostdienst eingerichtet, später auch eine zivile Flugschule. Der inzwischen aufgelassene Flugplatz diente jedoch in erster Linie militärischen Zwecken.
Zwischen Cagliari im Osten und den Salinen des Golfes von Cagliari im Südwesten liegt die Lagune von Santa Gilla, an deren Ufer sich heute der Flughafen Cagliari-Elmas befindet. Die Lagune wurde Anfang der 1920er Jahre ein Militärstützpunkt für Flugboote. 1927 machte hier der Flugpionier Francesco De Pinedo auf seinem Langstreckenflug nach Südamerika Station, dann auch Italo Balbo auf seinen Formationsflügen.
Liniendienste zwischen dem Festland und Sardinien wurden auf der Strecke Ostia-Olbia-Cagliari am 21. April 1928 aufgenommen. Sie wurden von der Società Aerea Mediterranea (SAM) durchgeführt, die hier vorwiegend Flugboote vom Typ Savoia-Marchetti S.55 einsetzte. Der Flug von Rom nach Cagliari kostete damals 300 Lire, wenig mehr als die Schiffsverbindung in der Ersten Klasse. Zunächst waren nur zwei wöchentliche Flüge vorgesehen, bis Ende des Jahres 1928 gab es tägliche Verbindungen. Kurz danach begann die SAM, von Rom direkt nach Cagliari und auch weiter nach Tunis zu fliegen. Von 1934 bis 1937 entstand neben der Anlegestelle für Flugboote ein Flugplatz für konventionelle Landflugzeuge. Neben verschiedenen militärischen Einrichtungen baute man auch ein Abfertigungsgebäude für die Ala Littoria, das am 3. Mai 1937 eingeweiht wurde. Bis 1940 verzeichnete man auf der Linienverbindung zwischen Cagliari und Rom rund 10.000 Passagiere jährlich. Ein solches Passagieraufkommen wurde in Italien sonst nur zwischen Rom und Mailand erreicht. Ab 1940 wurde Cagliari-Elmas nur noch militärisch genutzt, auch von Einheiten der deutschen Luftwaffe. Im April 1943 wurde er von alliierten Bombern völlig zerstört.
Zwischen 1944 und 1946 übernahmen militärische Transportflugzeuge die Verbindungen zwischen Cagliari und dem Festland, wobei Zivilpersonen bei begründetem Bedarf mitreisen durften. Im folgenden Jahr 1947 wurden die zivilen Linienflüge wieder aufgenommen, wofür in Cagliari-Elmas neben einem Hangar eine provisorische Abfertigungseinrichtung entstand. 1949 belief sich die Zahl der Flugreisenden in Elmas auf über 30.000. Die vom Aero Club Cagliari in Monserrato gegründete Fluggesellschaft Airone bot mit ihren Fiat G.12 Flüge nach Rom, Mailand, Turin, Neapel und Palermo an, konnte dann aber gegen die staatliche Gesellschaft Linee Aeree Italiane nicht mehr bestehen und wurde Ende 1949 schließlich von Avio Linee Italiane übernommen. In den Jahren danach waren in Elmas vorwiegend Alitalia und ihre Töchter ATI und Aermediterranea tätig sowie die privaten Gesellschaften Alisarda, Itavia und Air Sardinia. Der Charterverkehr und der Linienverkehr aus dem Ausland belebten sich erst in den 1990er Jahren.
Das 1958 eingeweihte Abfertigungsgebäude, das unmittelbar südöstlich des heutigen stand, wurde 1980 durch ein Terminal mit einer Kapazität von 800.000 Passagieren pro Jahr abgelöst. Schon bald musste es wegen des zunehmenden Flugverkehrs erweitert und dann an Ort und Stelle praktisch neu errichtet werden. 2003 weihte Staatspräsident Ciampi das neue Terminal mit Pier und fünf Fluggastbrücken ein. 2008 wurde die Start- und Landebahn grundsaniert und deswegen der nördliche Taxiway als Piste genutzt. 2011 erfolgte die Inbetriebnahme eines kleinen Terminals für die Allgemeine Luftfahrt mit dazugehörigem Vorfeld im Norden.

## Namensgeber
Der Namensgeber, geboren 1910 in Cagliari, war Bomberpilot beim völkerrechtswidrigen italienischen Einmarsch in Abessinien unter dem Kommando von Galeazzo Ciano, dem Schwiegersohn von Mussolini. Er kam bei der zweiten Tembienschlacht (27.–29. Februar 1936), an Bord eines Flugzeuges Caproni Ca.101 durch Feuer vom Boden zu Tode. 1993 wurde seine Leiche von Asmara auf den Militärfriedhof Cimitero di San Michele in Cagliari umgebettet.

## Militärischer Teil
Auf der Südwestseite liegt der militärische Teil des Flughafens, auf dem zuletzt Seefernaufklärungsflugzeuge vom Typ Breguet Atlantic stationiert waren. Im Dezember 2015 überließ das Militär diesen Bereich größtenteils dem zivilen Betreiber des Flughafens. Wegen des relativ großen Hangars will man sich dort um die Ansiedelung eines Luftfahrzeug-Instandhaltungsbetriebes bemühen.
Der kleine militärische Teil auf der Südostseite, auf dem kleinere Hubschrauber-Einheiten der Carabinieri und der Heeresflieger angesiedelt wurden, soll dem Ausbau des Passagierterminals und dessen Vorfeld sowie Einrichtungen und Abstellflächen für den Luftfrachtverkehr weichen. Die Hubschrauber-Einheit der Carabinieri ist deswegen bereits auf den militärischen Teil im Südwesten umgezogen, wo sie einen neuen Hangar mit separatem Vorfeld in Dienst stellen konnte.

## Weitere Flugplätze auf Sardinien
Neben den Verkehrsflughäfen von Cagliari, Olbia und Alghero gibt es auf Sardinien noch zivile Flugplätze bei Oristano (Fenosu) und Tortolì (Tortolì-Arbatax). Diese wurden saisonal auch von Regionalfluggesellschaften angeflogen. Wenige Kilometer nordwestlich des Flughafens Cagliari-Elmas befindet sich der Militärflugplatz Decimomannu.

## Fluggesellschaften und Ziele
Cagliari-Elmas ist seit März 2009 eine Basis der irischen Billigfluggesellschaft Ryanair, die Cagliari mit etlichen Städten auf dem italienischen Festland und im übrigen Europa verbindet. Weitere bedeutende Billigfluggesellschaften vor Ort sind easyJet, Volotea und Vueling Airlines. Die italienische Fluggesellschaft ITA Airways fliegt Cagliari ganzjährig an, etliche andere europäische Fluggesellschaften, darunter Lufthansa, Eurowings, Austrian Airlines und Edelweiss Air nur saisonal.

## Zwischenfälle
- Am 19. September 1944 verschwand eine Douglas DC-3/C-47A der britischen Royal Air Force (RAF) (Luftfahrzeugkennzeichen FD865) auf dem Flug von Neapel zum Flughafen Cagliari (beides in Italien). Innerhalb von zwei Tagen fand die Marine Wrackteile, die vor Kap Carbonara an Land gespült wurden, 43 Kilometer südöstlich des Zielflugplatzes. Alle 16 Insassen, vier Besatzungsmitglieder und 12 Passagiere, blieben vermisst.[8]

- Am 26. Januar 1953 stürzte eine Douglas DC-3/C-47-DL der Linee Aeree Italiane (LAI), später in Alitalia umbenannt (I-LAIL) 20 Kilometer nördlich des Startflughafens Cagliari ab, nachdem die linke Tragfläche zerbrochen war. Die Maschine stürzte in bergiges Gelände nahe Sinnai. Alle 19 Insassen, vier Besatzungsmitglieder und 15 Passagiere, kamen ums Leben.[9]

- Am 14. September 1979 wurde eine aus Alghero kommende Douglas DC-9-32 der italienischen Aero Trasporti Italiani (ATI) (I-ATJC) beim Landeanflug auf den Flughafen Cagliari bei Capoterra in bergiges Gelände geflogen. Der Kapitän nahm an, dass man sich über dem Meer befand, während der Erste Offizier zu Recht davon ausging, dass sich das Flugzeug über den Bergen befand. In nur 610 Metern Höhe kollidierte die Maschine 18 Kilometer südwestlich des Flughafens mit den Felsen, woraufhin sie auseinanderbrach, aufschlug und Feuer fing. Bei diesem CFIT (Controlled flight into terrain) wurden alle 31 Insassen getötet, vier Besatzungsmitglieder und 27 Passagiere (siehe auch Aero-Trasporti-Italiani-Flug 12).[10]

## Verkehrszahlen
| Jahr | Fluggastaufkommen | Luftfracht (Tonnen) (mit Luftpost) | Flugbewegungen |
| ---- | ----------------- | ---------------------------------- | -------------- |
| 2019 | 4.747.806         | 4.253                              | 39.691         |
| 2018 | 4.370.014         | 3.588                              | 35.459         |
| 2017 | 4.157.612         | 2.862                              | 34.600         |
| 2016 | 3.695.045         | 2.988                              | 31.515         |
| 2015 | 3.719.289         | 3.253                              | 31.167         |
| 2014 | 3.639.631         | 2.999                              | 34.099         |
| 2013 | 3.587.907         | 3.361                              | 34.179         |
| 2012 | 3.592.020         | 3.052                              | 36.377         |
| 2011 | 3.698.982         | 3.115                              | 38.976         |
| 2010 | 3.443.227         | 3.612                              | 39.147         |
| 2009 | 3.333.421         | 3.973                              | 40.829         |
| 2008 | 2.929.870         | 4.891                              | 37.252         |
| 2007 | 2.671.306         | 5.000                              | 34.569         |
| 2006 | 2.492.710         | 4.799                              | 31.232         |
| 2005 | 2.355.796         | 4.853                              | 28.774         |
| 2004 | 2.282.559         | 4.113                              | 26.852         |
| 2003 | 2.307.035         | 4.556                              | 27.154         |
| 2002 | 2.178.860         | 4.545                              | 27.389         |
| 2001 | 1.936.237         | 5.862                              | 29.676         |
| 2000 | 2.067.116         | 5.499                              | 30.579         |

## Bilder

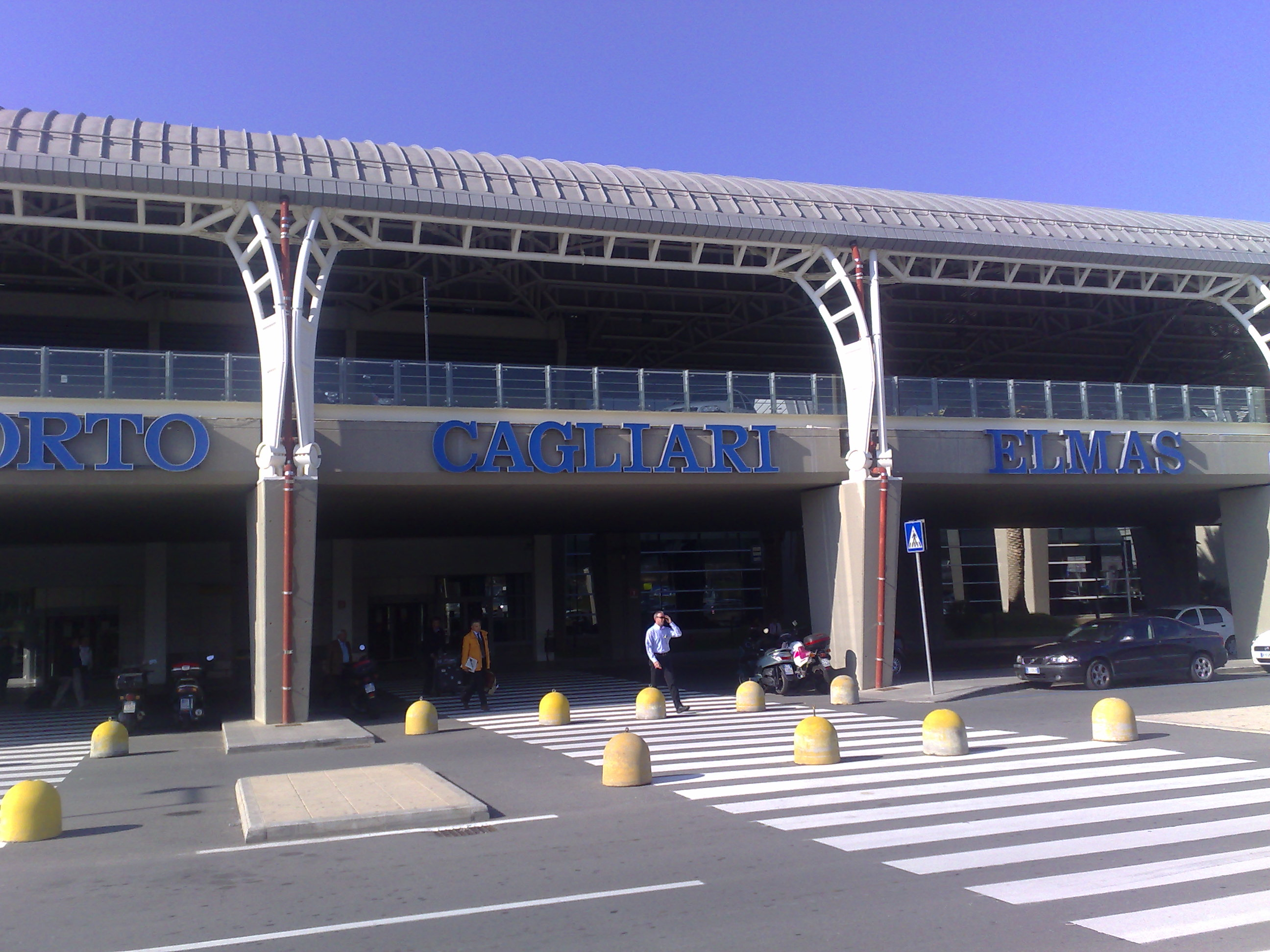
Passagierterminal
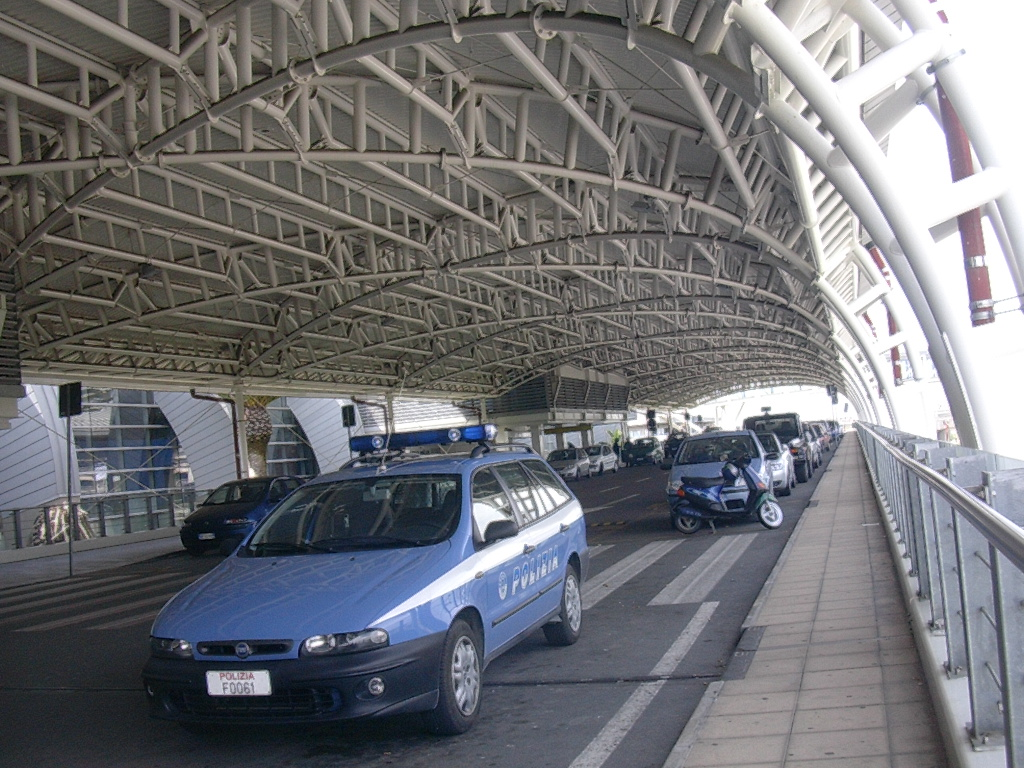
Abflugbereich außen
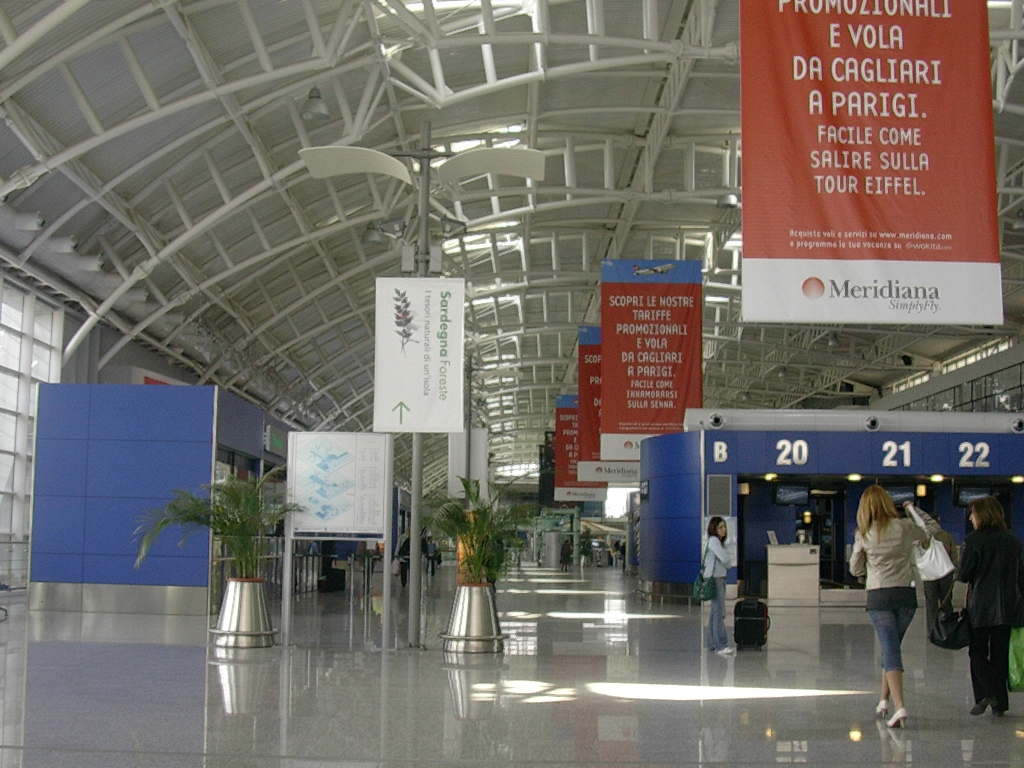
Abflugbereich innen
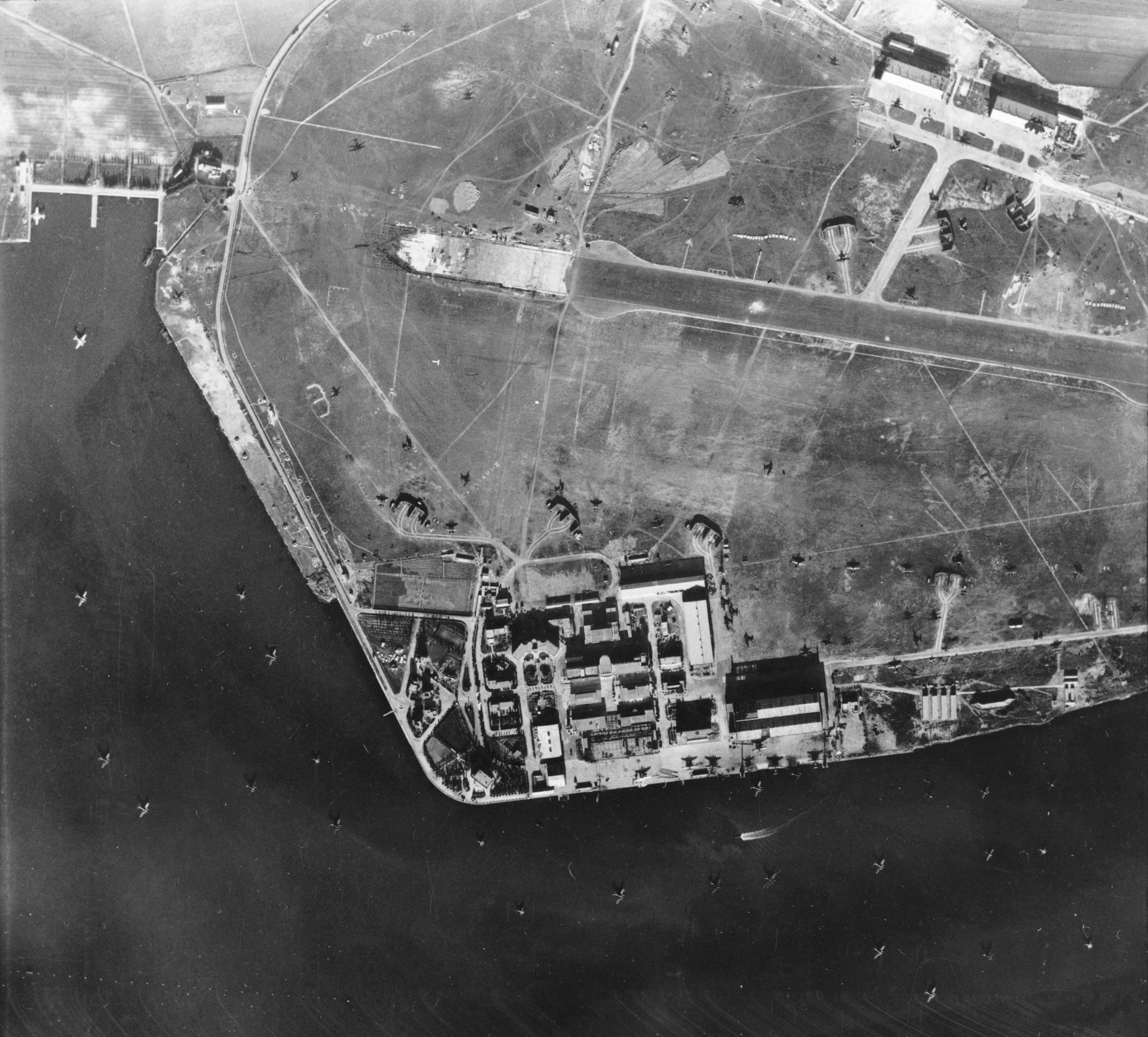
Luftbild 1942